# Спиношипы
Спиношипы, или нотаканты (лат. Notacanthus) — род морских глубоководных рыб из семейства спиношипых отряда спиношипообразных.

## Описание
Тело сильно вытянуто и более сужено к хвосту. Рыло округлое тупое. Достигают в длину от 20 до 120 см.

## Ареал
Род распространён повсеместно в Мировом океане во всех морях умеренного климата, за исключением тропических вод.

## Классификация
На июнь 2019 года к роду относят 6 видов:
- Notacanthus abbotti Fowler, 1934
- Notacanthus bonaparte Risso, 1840
- Notacanthus chemnitzii Bloch, 1788 — Спиношип Хемница
- Notacanthus indicus Lloyd, 1909
- Notacanthus sexspinis Richardson, 1846 — Шестиколючий спиношип[3]
- Notacanthus spinosus Garman, 1899